# Christopher Okoro Cole
Christopher Elnathan Okoro Cole, CMG OBE (17 tháng 4 năm 1921 – 1990) là chính khách Sierra Leone. Ông giữ chức Toàn quyền và Tổng thống Sierra Leone trong vòng 1 ngày năm 1971. Năm 1965, Cole nhận Huân chương Đế quốc Anh (OBE) và được giới thiệu nhận Huân chương Thánh Michael và Thánh George năm 1973.

## Sự nghiệp
Năm 1970, Cole trở thành Chánh án Sierra Leone.
Đầu năm 1971, Sierra Leone diễn ra quá trình thay đổi hiến pháp để bãi bỏ chế độ quân chủ đồng thời xác định Thủ tướng Siaka Stevens sẽ trở thành Tổng thống. Cole nhậm chức Toàn quyền lâm thời ngày 31 tháng 3 rồi đã giữ chức quyền tổng thống trong hai ngày. Sau đó, ông trở lại làm Chánh án Tối cao cho đến năm 1978.

## Đời tư
Cole nghỉ hưu năm 1978. Ông đã kết hôn và có bốn người con.